# Hangelen Llanes
Hangelen Llanes Echevarría (ur. 1997) – kubańska zapaśniczka walcząca w stylu wolnym. Srebrna medalistka mistrzostw panamerykańskich w 2022 i brązowa w 2023 roku. Wygrała igrzyska Ameryki Środkowej i Karaibów w 2023. Wicemistrzyni Karaibska w 2018. Trzecia na mistrzostwach panamerykańskich juniorów w 2015 roku.